# Gara Amaradia
Gara Amaradia este o stație de cale ferată care deservește Târgu Jiu, județul Gorj, România.